# Municipio de San José de las Lajas
Municipio de San José de las Lajas är en kommun i Kuba.   Den ligger i provinsen Provincia Mayabeque, i den västra delen av landet, 30 km sydost om huvudstaden Havanna. Antalet invånare är 69 375. Arean är 591 kvadratkilometer. Municipio de San José de las Lajas gränsar till Cotorro.
Terrängen i Municipio de San José de las Lajas är platt norrut, men söderut är den kuperad.